# Los Manantiales, Campeche
Los Manantiales är en ort i Mexiko.   Den ligger i kommunen Carmen och delstaten Campeche, i den östra delen av landet, 800 km öster om huvudstaden Mexico City. Los Manantiales ligger 3 meter över havet och antalet invånare är 138.
Terrängen runt Los Manantiales är mycket platt. Runt Los Manantiales är det glesbefolkat, med 11 invånare per kvadratkilometer. Närmaste större samhälle är Licenciado Gustavo Díaz Ordaz, 12,3 km sydost om Los Manantiales. Trakten runt Los Manantiales består till största delen av jordbruksmark.